# Rennäringsnämnden
Rennäringsnämnden är ett politiskt organ inom Sametinget.

## Historik
Sametingets rennäringsnämnd är ett politiskt organ inom Sametinget som ansvarar för att fördela statliga stödmedel till rennäringen, till exempel för infrastruktur, transporter och innovationer. Nämnden bevakar också rennäringens intressen i frågor som rör markanvändning, klimatpåverkan och framtida förutsättningar för renskötseln. Den består av fem ledamöter utsedda av Sametingets plenum och spelar en central roll i den samiska rennäringspolitiken.
Under 2023 återbetalade Rennäringsnämnden 8,6 miljoner kronor för främjandeanslaget till staten, vilket väckte skarp kritik i Sametinget.

## Styrelsen

### 2013–2017
| Namn                 | Befattning      | Parti                      |
| -------------------- | --------------- | -------------------------- |
| Torkel Stinnerbom    | Ordförande      | Samelandspartiet           |
| Per Jonas Parffa     | Vice ordförande | Min geaidnu                |
| Lars-Jonas Johansson | Ledamot         | Landspartiet Svenska Samer |
| Anders Kråik         | Ledamot         | Samerna                    |
| Johan Skogsfeldt     | Ledamot         | Skogssamerna               |

### 2017–2021
| Namn              | Befattning      | Parti        |
| ----------------- | --------------- | ------------ |
| Marita Stinnerbom | Ordförande      | Guovssonásti |
|                   | Vice ordförande |              |
|                   | Ledamot         |              |
|                   | Ledamot         |              |
|                   | Ledamot         | Guovssonásti |

### 2021–2025
| Namn                  | Befattning      | Parti                      |
| --------------------- | --------------- | -------------------------- |
| Jan Rannerud          | Ordförande      | Vuovdega                   |
| Martin Lundgren       | Vice ordförande | Vuovdega                   |
| Torkel Stångberg      | Ledamot         | Landspartiet Svenska Samer |
| Anders Erling Fjällås | Ledamot         | Samelandspartiet           |
| Marita Stinnerbom     | Ledamot         | Guovssonásti               |